# استاروالکسیوکا
استاروالکسیوکا (انگلیسی: Staroalexeyevka) یک شهرک در شهرستان کارماسکالینسکی استان باشقیرستان کشور روسیه است.